# Viktor Ugryumov
Viktor Ugryumov (19 de agosto de 1939) é um adestrador soviético, campeão olímpico. 

## Carreira
Viktor Ugryumov representou seu país nos Jogos Olímpicos de 1976 e 1980, na qual conquistou a medalha de ouro no adestramento por equipes, e bronze no individual em 1980. 